# Michael Lindsay-Hogg
Michael Edward Lindsay-Hogg est un réalisateur britannique, occasionnellement écrivain et acteur, né le 5 mai 1940 à New York. Sa carrière l'a mené à tourner avec les groupes phares du rock britannique, les Beatles et les Rolling Stones, réalisant pour eux de nombreux clips musicaux, ainsi qu'en 1969, le film documentaire Let It Be.

## Biographie

### Petite enfance et filiation
Michael Lindsay-Hogg est né à New York en 1940 de l’actrice Geraldine Fitzgerald. Il a fait ses études à la Trinity School à New York et à la Choate School dans le Connecticut. Pendant la majeure partie de sa vie, il avait compris que son père était le mari de Fitzgerald, Sir Edward Lindsay-Hogg, avec qui elle était mariée jusqu'en 1946. Quand Michael Lindsay-Hogg avait 16 ans, sa mère révéla à contrecœur qu'il y avait eu des rumeurs disant que son père était Orson Welles, et elle les a niées ; mais avec un tel détail confus et douteux, sa mère Fitzgerald a éludé le sujet pour le restant de ses jours.
Lindsay-Hogg connaissait Welles, travaillait avec lui au théâtre et le rencontrait de temps à autre au cours de sa vie. Après avoir appris que la fille aînée de Welles, Chris, sa compagne de jeu d’enfance, le soupçonnait depuis longtemps d'être son frère, Lindsay-Hogg a lancé un test ADN, qui n’a pas permis de conclure. Dans son autobiographie de 2011, Lindsay-Hogg a rapporté que ses questions avaient été résolues par l'amie proche de sa mère, Gloria Vanderbilt, qui avait écrit que Fitzgerald lui avait dit que Welles était son père ; une biographie de Welles de 2015 par Patrick McGilligan, rapporte cependant que Welles ne pourrait pas être son père, car Fitzgerald quitta les États-Unis pour l'Irlande en mai 1939 et était enceinte à son retour fin octobre, tandis que Welles ne voyagea pas outre-mer durant cette période.
Lindsay-Hogg a grandi avec un beau-père, l'homme d'affaires américain Stuart Scheftel, qui a épousé Fitzgerald en 1946.

### Carrière
Lindsay-Hogg a commencé sa carrière en 1965 en tant que réalisateur d'épisodes du programme pop britannique Ready Steady Go! mettant en vedette des artistes tels que les Rolling Stones, les Yardbirds et les Who. En plus de Ready, Steady, Go !, il a réalisé des épisodes de Blackmail, L'informateur, L'homme de notre temps, Half Hour Story et The Company of Five, une série de pièces de télévision. Il a été directeur de la série The Ronnie Barker Playhouse en 1968. En 1969, un épisode de l'anthologie de science-fiction Journey to the Unknown dirigé par Lindsay-Hogg a été diffusé dans le cadre d'un téléfilm.
Grâce à son travail sur Ready Steady Go !, Lindsay-Hogg a rencontré certains des plus grands artistes rock des années 1960 et a ensuite été embauché pour diriger des films promotionnels pour leurs chansons. Certains de ses premiers films promotionnels incluent des vidéos pour Paperback Writer, Rain, Hey Jude et Revolution des Beatles, ainsi que pour She's a Rainbow, 2000 Light Years From Home et Jumpin' Jack Flash des Rolling Stones. Ses travaux sur ces films et d'autres ont amené Camerimage à lui décerner un prix de rétrospective Music Video Pioneer en 2012. Les Rolling Stones aimaient son travail. En 1968, il fut approché pour diriger un spécial télévisé. Lindsay-Hogg conçut ainsi The Rock and Roll Circus, mettant en vedette les Stones et d'autres musiciens jouant dans une atmosphère de cirque. Le groupe n'était pas complètement satisfait du résultat et le film ne sortira pas avant 1996.
Lindsay-Hogg a été embauché par les Beatles afin de réaliser, en janvier 1969, une émission spéciale pour la télévision. Provisoirement intitulé Get Back, elle devait présenter des images du groupe répétant et enregistrant des chansons pour une apparition en concert devant public mais qui se déroulera finalement sur le toit de leur édifice. Cependant, le projet est mis en veilleuse et un film présenté en salle et sa bande originale seront publiés l'année suivante par Apple Records. Un nouveau montage de près de huit heures réalisé par Peter Jackson est mis en ligne sur Disney+ en novembre 2021 intitulé The Beatles: Get Back dans lequel Lindsay-Hogg devient un des personnages principaux.
Lindsay-Hogg réalise ensuite pour la télévision britannique des épisodes et des téléfilms. Ses travaux sur la série BBC Play for Today et sur la série télévisée Brideshead Revisited (1981) ont été nommés aux BAFTA Awards en 1974 1983, respectivement. Cette dernière a remporté le prix de la meilleure série dramatique. Son deuxième long métrage en tant que réalisateur, Nasty Habits (1977), est une satire comique du scandale du Watergate. Son troisième film théâtral, The Sound of Murder, est sorti en 1982.
Lindsay-Hogg a continué à réaliser des vidéoclips tout au long des années 1970, notamment pour les Rolling Stones, Paul McCartney et les Wings. En 1985, il réalise le clip du single You Give Good Love de Whitney Houston. Dans les années 1980, il retourne à la réalisation de films pour concerts avec, notamment, the Concert in Central Park de Simon et Garfunkel, Neil Young in Berlin (en) de Neil Young et Paul Simon dans Graceland, The African Concert. Dans les années 1980, Lindsay-Hogg réalise également des téléfilms de pièces de théâtre et de romans, notamment des adaptations de Doctor Fischer of Geneva (en) (1984), "Master Harold"...and the Boys (en) (1985), As Is (en) (1986) et La Petite Fille aux allumettes (1987).
Les Imposteurs de la série télévisée Screen Two (en) de Lindsay-Hogg reçoit des critiques positives en 1991 et Élus pour s'aimer, une comédie dramatique pour HBO, est diffusée en 1992. Pat contre, Frankie Starlight (1995) a rencontré un accueil mitigé à sa sortie. En 1994, il réalise le film de concert Roger Daltrey: A Celebration (en), la musique de Pete Townshend et The Who. Le  téléfilm VH1 intitulé Two of Us (en) (2000) est un récit fictif de la dernière rencontre entre John Lennon et Paul McCartney. Il réalise aussi une adaptation cinématographique de la pièce absurde de Samuel Beckett, Waiting for Godot (2001).
En plus de son travail à la télévision et au cinéma, Lindsay-Hogg est connu pour son travail au théâtre. Il a dirigé à la fois la production originale de 1978 (pour laquelle il avait été nommé pour un prix Tony) et la reprise en 1980 de Whose Life Is It Anyway?. Il a également réalisé des productions de Agnes of God (1982) et de The Boys of Winter (1985) à Broadway. Off-Broadway, il a dirigé le drame The Normal Heart de Larry Kramer en 1985.
Son autobiographie intitulée Luck and Circumstance: A Coming of Age in Hollywood, New York, and Points Beyond a été publiée en 2011. Elle relate sa carrière et ses relations avec Orson Welles. Après une longue interruption de la télévision et du cinéma, Lindsay-Hogg pend les commandes de la série télévisée Tinsel's Town en 2015.

## Vie privée
Lindsay-Hogg a épousé Lucy Mary Davies en 1967; ils ont divorcé en 1971. Lucy Lindsay-Hogg est devenue la deuxième épouse du photographe Antony Armstrong-Jones, 1er comte de Snowdon en 1978.
Pendant 10 ans, dans les années 1970, Lindsay-Hogg a eu une relation amoureuse avec l'actrice britannique Jean Marsh. Il a également été ami avec Gloria Vanderbilt, qui a finalement confirmé la paternité de Welles.
En 1999, il a succédé à la baronnie de Rotherfield Hall après le décès de son père, Sir Edward Lindsay-Hogg, comme 5e Baronnet.

## Filmographie partielle
- 1970 : Let It Be
- 1977 : Drôles de manières (Nasty Habits)
- 1982 : The Sound of Murder
- 1986 : Beate Klarsfeld (en) (Nazi Hunter: The Beate Klarsfeld Story) (téléfilm)
- 1991 : Les Imposteurs (The Object of Beauty)
- 1995 : Frankie Starlight
- 1996 : For Love Alone: The Ivana Trump Story
- 1997 : Guy
- 2001 : Waiting for Godot
- À venir : The Lullaby League

## Vidéo clips

### The Beatles
- 1966 : Paperback Writer (4 versions)
- 1966 : Rain (3 versions)
- 1968 : Hey Jude (2 versions)
- 1968 : Revolution (2 versions)
- 1969 : Get Back
- 1969 : Don't Let Me Down
- 1969 : Let It Be

### The Rolling Stones
- 1967 : She's a Rainbow
- 1967 : 2000 Light Years from Home
- 1968 : Jumpin' Jack Flash
- 1968 : Child of the Moon
- 1973 : Angie
- 1973 : Doo Doo Doo Doo Doo (Heartbreaker)
- 1973 : Silver Train
- 1973 : Dancing with Mr. D
- 1974 : It's Only Rock 'n Roll (But I Like It)
- 1974 : Ain't Too Proud to Beg
- 1974 : Till the Next Goodbye
- 1976 : Fool to Cry
- 1976 : Crazy Mama
- 1976 : Hey Negrita
- 1976 : Hot Stuff
- 1978 : Miss You
- 1978 : Far Away Eyes
- 1978 : Respectable
- 1981 : Start Me Up
- 1981 : Worried About You
- 1981 : Neighbours
- 1981 : Waiting on a Friend
- 1982 : Hang Fire

### Paul McCartney & Wings
- 1973 : Helen Wheels
- 1977 : Mull of Kintyre
- 1978 : With a Little Luck
- 1978 : London Town